# A Rosie Christmas
A Rosie Christmas è il primo album in studio della conduttrice televisiva statunitense Rosie O'Donnell, pubblicato il 26 ottobre 1999.

## Tracce
1. The Magic Of Christmas Day (God Bless Us Everyone) (con Céline Dion) – 4:20
2. Christmas (Baby Please Come Home) (con Cher) – 3:10
3. Santa On The Rooftop (con Trisha Yearwood) – 4:13
4. Have Yourself a Merry Little Christmas (con Billy Joel) – 4:55
5. Love's In Our Hearts On Christmas Day (con gli NSYNC) – 4:00
6. Do You Hear What I Hear (con Elmo) – 4:23
7. Gonna Eat for Christmas (con Gloria Estefan) – 2:10
8. White Christmas (con Elton John) – 3:48
9. Darren Hayes – Last Christmas – 4:49
10. Little Drummer Boy (con Lauryn Hill) – 5:33
11. I Saw Mommy Kissing Santa Claus (con Angelica Pickles de I Rugrats) – 3:25
12. Winter Wonderland (Donny Osmond) – 3:36
13. Santa Claus Is Comin' to Town (con Rosemary Clooney) – 1:58
14. Billy Porter – O Holy Night – 4:59

## Classifiche
| Classifica (1999) | Posizione massima |
| ----------------- | ----------------- |
| Stati Uniti       | 20                |